# قره كول (أديامان)
قره كول (بالكردية: Axdikan‏) (بالتركية: Karagöl)‏ هي قرية كرديّة تتبع إداريّاً لمديرية أديامان في محافظة أديامان التركية الواقعة في جنوب شرق الأناضول. بلغ عدد سكانها 244 نسمة في عام 2021.